# Петросян, Арташес Рубенович
Арташе́с Рубе́нович Петрося́н (арм. Արտաշես Պետրոսյան, 16 февраля 1952, Ереван) — армянский астрофизик, политический и государственный деятель.

## Биография
В 1969 году окончил физико-математическую школу при Ереванском государственном университете.
В 1969—1974 годах учился в Ереванском государственном университете. Получил специальность Астрофизик.
В 1974—1994 годах стажировался и работал в Бюраканской обсерватории АН Армянской ССР.
В 1980 году защитил диссертацию.
В 1994—1996 годах был директором обсерватории.
С 1989 года, как профессор, сотрудничал с астрофизическими центрами (Парижский институт астрофизики, Марсельская обсерватория, Кембриджский университет, Падовский университет, Айсаговская обсерватория (Италия), Тоутенбургская обсерватория (Германия), Потсдамский астрономический институт (Германия), Государственный астрономический институт имени П. К. Штернберга и др.
В 1996—1998 годах был министром образования и науки Армении.
С 1998 года преподавал на физическом факультете Ереванском государственном университете.

## Членство в организациях
- Член Международного астрономического союза (IAU), Европейского астрономического общества (EAS) и Евроазиатского астрономического общества (EAAS).